# Vilkyškiai
Vilkyškiai (deutsch Willkischken) ist ein Städtchen (litauisch Miestelis) im litauischen Bezirk Tauragė (Tauroggen). Der Ort ist Zentrum des Amtsbezirks (Seniūnija) Vilkyškiai und gehört zur Gemeinde Pagėgiai (Pogegen).

## Geographische Lage
Vilkyškiai liegt im Südwesten Litauens, 16 Kilometer nordöstlich der früheren Kreisstadt Tilsit (heute russisch: Sowetsk) und 13 Kilometer östlich der Gemeinde Pagėgiai. Durch das Städtchen verläuft die Nationalstraße KK 141, die Kaunas mit Klaipėda (Memel) verbindet. Innerorts zweigt eine Straße in nördlicher Richtung über Uplaukis (Ablenken) zur Fernstraße A 12 (Europastraße 77), eine weitere in südlicher Richtung nach Šereitlaukis (Schreitlaugken) – am Jūraufer nahe der Einmündung in die Memel gelegen – ab. Eine Bahnanbindung besteht nicht mehr, seit die Kleinbahn Pogegen–Schmalleningken, an der das frühere Willkischken Bahnstation war, außer Betrieb gesetzt worden ist.

## Ortsname
In den Jahren 1490 und 1540 schrieb sich der Ort Wylkischsken, später Wilküschke (1600) und Willkieschken (1620), danach bis 1922 Willkischken. Der Name weist auf das baltische Wort „vilkas“ (LT) oder „vilks“ (LV) hin, was „Wolf“ heißt. So bedeutet der Name so viel wie „kleine Wölfe“, „Wölfchen“.

## Geschichte

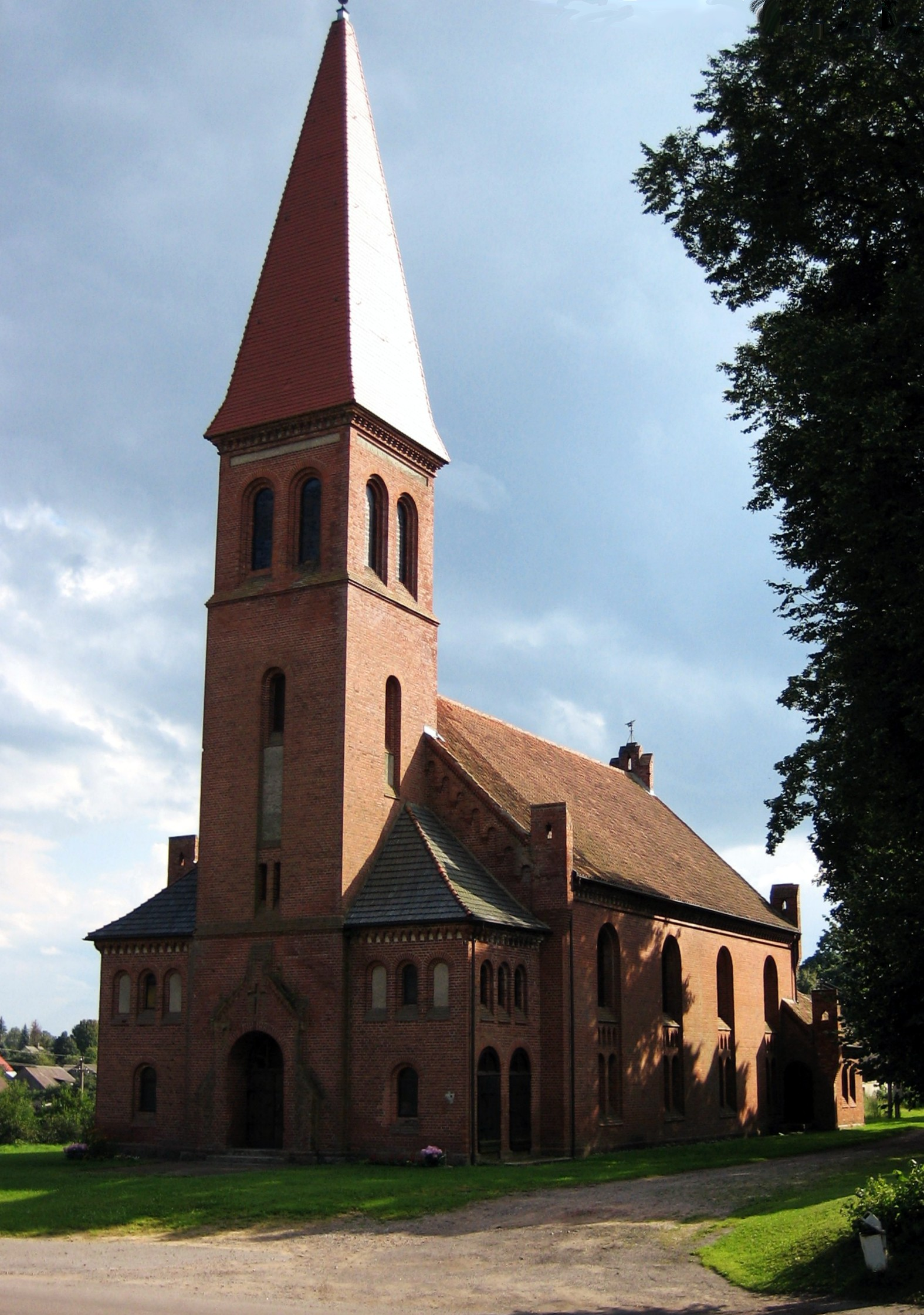
Evangelische Kirche von Vilkyškiai

Das einstige Willkischken wurde im 15. Jahrhundert gegründet und war bereits vor 1560 ein Kirchdorf. Das Gut Willkischken existierte seit 1628. In der nachfolgenden Zeit hatten die Menschen in Willkischken sehr unter den kriegerischen Auseinandersetzungen zwischen Brandenburg-Preußen und den Schweden, aber auch unter Pestepidemien zu leiden. Den dadurch bedingten Bevölkerungsschwund glich der Zuzug von Salzburger Exulanten aus. Ein verheerender Brand vernichtete bei der Eroberung durch die Russen im Jahre 1757 zahlreiche Häuser, die Kirche, das Pfarrhaus und die Schule.
Im Jahre 1785 war Willkischken ein „köllmisches Gut“ und Dorf mit 70 Feuerstellen. Am 8. April 1874 wurde der Ort Zentrum und namensgebend für einen neu errichteten Amtsbezirk, der bis 1922 zum Kreis Tilsit, zwischen 1923 und 1939 zum memelländisch-litauischen Kreis Pogegen, und von 1939 bis 1945 wieder zum Landkreis Tilsit-Ragnit im Regierungsbezirk Gumbinnen der preußischen Provinz Ostpreußen gehörte.
Im Jahre 1910 waren im Dorf Willkischken 747 und im Gutsbezirk 145 Einwohner registriert. Ihre Zahl stieg bis 1925 auf 1.085.
Als am 7. Oktober 1944 Deutschland die Räumung des Memellandes anordnete, verließen auch die Willkischker für immer ihre Heimat. Das Memelgebiet wurde in die neu gebildete Litauische Sozialistische Sowjetrepublik eingegliedert, die bis zur Erklärung der litauischen Unabhängigkeit im Jahre 1990 existierte. Heute bildet Vilkyškiai mit seinen derzeit 883 Einwohnern wieder einen eigenen Amtsbezirk (Seniūnija) und gehört zur Gemeinde Pagėgiai im Bezirk Tauragė. Viele Häuser aus der Vorkriegszeit wie auch das Gutsgebäude sind bis heute erhalten. Die Altstadt von Vilkyškiai steht heute unter Denkmalschutz.

### Amtsbezirk Willkischken (1874–1922/1939–1945)
Zum Amtsbezirk Willkischken gehörten zwischen 1874 und 1945 – mit Ausnahme der Jahre 1923 bis 1939 – sechs Ortschaften:
| Deutscher Name     | Litauischer Name |  | Deutscher Name     | Litauischer Name |
| ------------------ | ---------------- |  | ------------------ | ---------------- |
| Kallweiten         | Kalvaičiai       |  | Polompen           | Palumpiai        |
| Kerkutwethen       | Kerkutviečiai    |  | Maszurmaten        | Mažrimaičiai     |
| Willkischen (Dorf) | Vilkyškiai       |  | Willkischken (Gut) | Vilkyškiai       |

## Kirche

### Evangelisch

#### Kirchengebäude
In den Jahren 1895 bis 1898 wurde in Willkischken eine Kirche errichtet, die bereits drei Vorgängerkirchen hatte, die alle wegen Baufälligkeit oder kriegsbedingten Beschädigungen abgerissen werden mussten. Bei der Kirche handelt es sich um einen neoromanischen dreischiffigen Ziegelbau mit einem 45 Meter hohen spitzen Turm. Nach langjähriger Fremdnutzung in Sowjetzeiten als Getreidelager und Mühle ist das Gebäude in den 1990er und 2000er Jahren restauriert worden und dient heute wieder ihrem ursprünglichen Zweck.

#### Kirchengemeinde
Bereits vor 1560 entstand das Kirchspiel Willkischken mit seinen vor 1945 insgesamt 19 Ortschaften und Wohnplätzen. Im Jahre 1925 zählte die Gemeinde 4.117 Gemeindeglieder. Bis 1922 und dann wieder ab  1939 gehörte die Pfarrei zum Kirchenkreis Tilsit/Tilsit-Ragnit, dazwischen zum Kirchenkreis Pogegen im Memelland (mit gesondertem Konsistorium) in der Kirchenprovinz Ostpreußen der Kirche der Altpreußischen Union. War die Bevölkerung Willkischkens vor 1945 überwiegend evangelischer Konfession, so lebt sie heute in einer katholischen Diaspora. Die Gemeinde in Vilkyškiai ist heute der Evangelisch-lutherischen Kirche in Litauen zugeordnet.

### Katholisch

#### Kirchengebäude
Das katholische Gotteshaus war vor 1945 das ehemalige Wohnhaus der jüdischen Familie Epstein, die in Willkischken ein Textilgeschäft betrieb. Bei der Rückübertragung des Memellandes an das Deutsche Reich flüchtete sie. Das Haus war nach dem Krieg Sitz der Sowjetischen Geheimpolizei mit angeschlossenem Gefängnis. Seit 2006 nutzt die katholische Gemeinde das Gebäude wieder als Kirche, die jetzt „Katalikų Šv. Onos bažnyčia“ („Katholische St.-Annen-Kirche“) heißt.

#### Kirchengemeinde
Bis 1945 waren die katholischen Kirchenglieder eine kleine Minderheit in Willkischken. Die Gemeinde gehörte zum Bistum Ermland bzw. ab 1940 zur Freien Prälatur Memel. Heute ist die Bevölkerung Vilkyškiais fast nur katholisch. Die Gemeinde gehört jetzt zum Dekanat Šilutė (Heydekrug) im Bistum Telšiai (Telschen) der Römisch-katholischen Kirche in Litauen.

## Wirtschaft
Ab 1934 produzierte die Molkerei in Vilkyškiai die Milchprodukte. Das börsennotierte Unternehmen Vilkyškių pieninė erreichte 2013 einen Umsatz von 105,42 Mio. Euro.

## Schule
Bereits im 16. Jahrhundert bestand in Willkischken eine Schule. Das alte, vielfach renovierte und zum Teil wieder aufgebaute Holzhaus wurde 1818/19 durch ein massives Gebäude mit Strohdach ersetzt. Das Schulhaus steht neben der evangelischen Kirche.

## Persönlichkeiten des Ortes

### In Willkischken/Vilkškiai geboren
- Christel Schikowski (1917–1999), deutsche Pädagogin und Politikerin
- Oskar Brüsewitz (1929–1976), deutscher evangelischer Pfarrer, Oppositioneller und Widerstandskämpfer in der DDR, erregte Aufsehen durch seine Selbstverbrennung in Zeitz

### Mit dem Ort verbunden
- Alfonsas Macaitis (* 1956), litauischer Politiker, absolvierte in Vilkyškiai das Abitur
- Rolandas Jonikaitis (* 1962), litauischer Politiker, arbeitete von 1985 bis 1987 im Vilkyškiai-Sowchos als Tierarzt

## Amtsbezirk Vilkyškiai

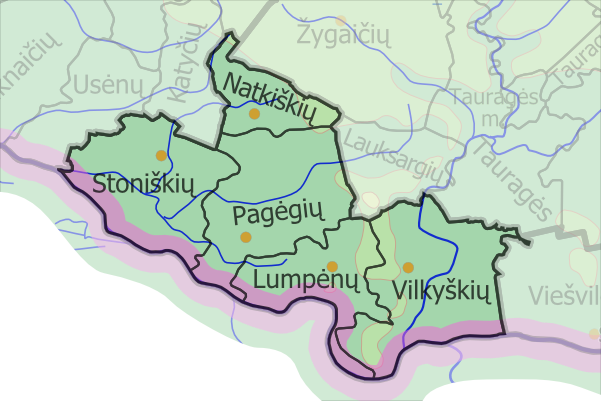
Die Lage des Amtsbezirks Vilkyškiai im Südosten der Gemeinde Pagėgiai

Seit 1995 besteht der Vilkyškių seniūnija, der bis 1999 zur Rajongemeinde Šilutė gehörte und seither der Gemeinde Pagėgiai zugeordnet ist. Im Jahr 2001 war der Amtsbezirk Lumpėnai aus dem Amtsbezirk Vilkyškiai ausgegliedert worden. Im Amtsbezirk sind 24 Dörfer und das Städtchen Vilkyškiai mit insgesamt 2003 Einwohnern auf einer Fläche von 157,2 km² zusammengeschlossen. Amtsvorsteher ist seit 2011 Darius Jurkšaitis. Der Amtsbezirk ist seit 2009 in die beiden Unterbezirke (lit. Seniūnaitija) Vilkyškių seniūnaitija und Žukų seniūnaitija eingeteilt. Zum Amtsbezirk gehören neben dem Amtsort:
| Ortsname     | deutscher Name        | Unterbezirk |  | Ortsname                      | deutscher Name    | Unterbezirk |
| ------------ | --------------------- | ----------- |  | ----------------------------- | ----------------- | ----------- |
| Adomiškiai   | Adomischken           | Žukai       |  | Opstainėliai                  |                   | Vilkyškiai  |
| Aušgiriai    | Augsgirren            | Žukai       |  | Opstainys                     | Absteinen         | Vilkyškiai  |
| Baltupėnai   | Baltupönen            | Žukai       |  | Pagenaičiai                   | Schustern         | Žukai       |
| Barzunai     | Barsuhnen             | Vilkyškiai  |  | Raudondvaris                  | Rothof            | Vilkyškiai  |
| Kalvaičiai   | Kallweiten            | Vilkyškiai  |  | Sokaičiai                     | Sokaiten          | Žukai       |
| Keleriškiai  | Kellerischken         | Vilkyškiai  |  | Stygliškiai vorher: Bališkiai | Erbfrei Nausseden | Žukai       |
| Kriokiškiai  | Krakischken           | Žukai       |  | Šereitlaukis                  | Schreitlaugken    | Vilkyškiai  |
| Lindikai     | Lindicken             | Žukai       |  | Vartūliškiai                  | Wartulischken     | Vilkyškiai  |
| Mažrimaičiai | Maszurmaten           | Vilkyškiai  |  | Vėžininkai                    | Wesziningken      | Žukai       |
| Mociškiai    | Motzischken           | Žukai       |  | Žagmantai                     | Groß Szagmanten   | Žukai       |
| Naujininkai  | Neusaß-Gritzas        | Žukai       |  | Žagmanteliai                  | Klein Szagmanten  | Žukai       |
| Nausėdai     | (Bäuerlich) Nausseden | Žukai       |  | Žukai                         | Szugken           | Žukai       |

## Sonstiges
Willkischken ist Handlungsort des Romans „Litauische Claviere“ von Johannes Bobrowski. In der evangelischen Kirche heiratete er die Bauerntochter Johanna Buddrus aus dem Kirchspielort Motzischken. Im Gemeindezentrum befindet sich heute ein kleines, ihm gewidmetes Museum, in dem sein Berliner Arbeitszimmer mit weitgehend originalen Einrichtungsgegenständen nachgebildet wurde.